# 科查卡薩區
科查卡薩區（西班牙語：Distrito de Ccochaccasa），是秘魯的一個區，位於該國中南部萬卡韋利卡大區的安拉賴斯省，始建於1984年10月30日，面積116.6平方公里，海拔高度4,150米，2005年人口3,532，人口密度每平方公里30人。